# Майсакс, Эгонс
Эгонс Майсакс (28 апреля 1948 года, Рига — 21 августа 1994 года, там же) — латвийский и советский актёр театра и кино.

## Биография
Родился 28 апреля 1948 года в Риге, в рабочей семье.
Окончил 45-ю рижскую среднюю школу (1966) и Латвийскую государственную консерваторию им. Я. Витола (студия актёров кукольного театра, 1973).
Работал в Государственном театре кукол Латвийской ССР (1973—1976) и Государственном академическом театре драмы им. А. Упита (Латвийский Национальный театр, 1976—1994).
Снимался в кино на Рижской киностудии. Запомнился зрителям по ролям в детских фильмах «Армия Трясогузки снова в бою» и «Часы капитана Энрико». Вместе с актёром Леоном Кривансом составил популярный комический дуэт незадачливых жуликов.
Был женат на актрисе Дзинтре Майсаке.
Ушёл из жизни 21 августа 1994 года. Похоронен в Риге на Лесном кладбище.

## Театральные работы
Государственный театр кукол Латвийской ССР
- 1974 — «Швейк» по роману Ярослава Гашека — Швейк
- 1975 — «Швейк на фронте» по роману Ярослава Гашека — Швейк

Национальный театр
- 1976 — «Тот, кто получает пощёчины» — Леонида Андреева — Поли
- 1977 — «Майя и Пайя» Анны Бригадере — Каупиньш
- 1977 — «Час большой надежды» Ингуны Пинне — Волдис
- 1977 — «Спартак» Андрея Упита — Марк Красс
- 1978 — «Мольер» Михаила Булгакова — Жан-Жак Буттон
- 1979 — «Эмиль и берлинские мальчишки» Эриха Кестнера — Профессор
- 1979 — «Жестокие игры» Алексея Арбузова — Терентий
- 1980 — «Лев зимой» Джеймса Голдмена — Джон
- 1981 — «Ревизор» Н. В. Гоголя — Бобчинский
- 1985 — «Оливер» Хария Гулбиса — Мартыньш
- 1986 — «Много шума из ничего» Уильяма Шекспира — Кизил
- 1987 — «Мирабо» Андрея Упита — Жан
- 1990 — «Проделки Скапена» Мольера — Скапен
- 1990 — «Ромул Великий» Фридриха Дюрренматта — Ромул Август
- 1992 — «Остров сокровищ» по роману Роберта Стивенсона — Бен Ган
- 1994 — «Подсвечник» Альфреда де Мюссе — метр Андрэ

## Фильмография
- 1967 — Армия «Трясогузки» снова в бою — Хрящ
- 1967 — Часы капитана Энрико — Джек
- 1970 — Стреляй вместо меня — эпизод
- 1971 — Тростниковый лес — Гундарс
- 1973 — Подарок одинокой женщине — Кронис
- 1980 — Красный террорист
- 1982 — Блюз под дождем
- 1983 — Сад с призраком — Зигфрид
- 1985 — Мальчик-с-пальчик